# 富尔克 (东比利牛斯省)
富尔克（法語：Fourques，法語發音：[fuʁk] ⓘ）是法国东比利牛斯省的一个市镇，属于佩皮尼昂区。

## 地理
富尔克（42°34'55"N, 2°46'47"E）面积9.39 平方千米，位于法国奧克西塔尼大區东比利牛斯省，该省份为法国大陆部分最南部的省份，涵盖了北加泰罗尼亚，北起奥德省，西接阿列日省和安道尔，南与西班牙接壤，东临地中海。
与富尔克接壤的市镇（或旧市镇、城区）包括：泰拉茨、特鲁亚斯、帕萨、托代尔、蒙托里奥勒。

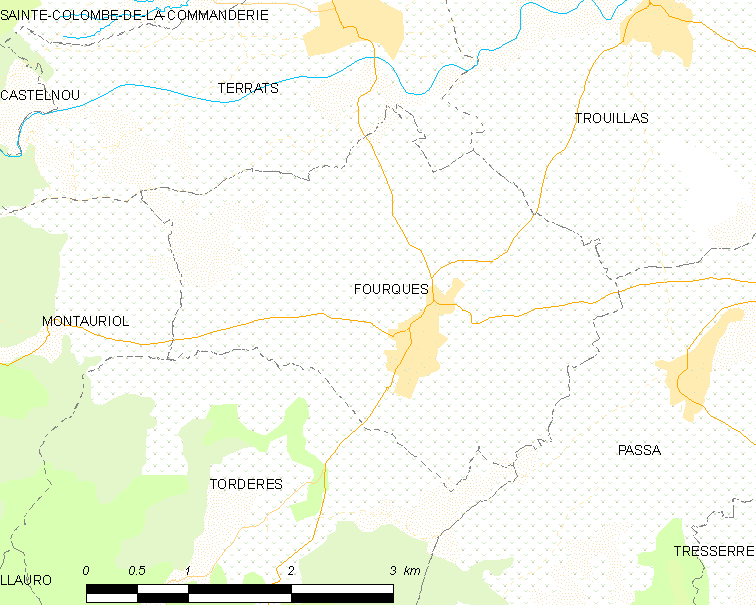
的OSM定位图

富尔克的时区为UTC+01:00、UTC+02:00（夏令时）。

## 行政
富尔克的邮政编码为66300，INSEE市镇编码为66084。

## 政治
富尔克所属的省级选区为莱萨斯普尔县。

## 人口

1962-2008年间人口变化图示

富尔克于2022年1月1日时的人口数量为1333人。